# Volleybalclub Sneek 2018-2019
Questa voce raccoglie le informazioni riguardanti il Volleybalclub Sneek nelle competizioni ufficiali della stagione 2018-2019.

## Organigramma societario
Area direttiva
- Presidente: Jabik Broersma

Area organizzativa
- Team manager: Petra Huizenga

Area tecnica
- Allenatore: Paul Oosterhof
- Assistente allenatore: Henriëtte ter Steege, Jurjen de Jong
- Scoutman: Tim Ourensma

Area sanitaria
- Medico: Bareld van der Meer, Marije Wiegersma
- Fisioterapista: Bareld van der Meer, Marije Wiegersma

## Rosa
| N° | Nome                | Ruolo | Data di nascita   | Nazionalità sportiva |
| -- | ------------------- | ----- | ----------------- | -------------------- |
| 1  | Dorien Dijkstra     | S     | 5 marzo 1996      | Paesi Bassi          |
| 2  | Janieke Popma       | L     | 16 settembre 1996 | Paesi Bassi          |
| 3  | Anlène van der Meer | O     | 13 luglio 1999    | Paesi Bassi          |
| 4  | Hester Jasper       | S     | 7 maggio 2001     | Paesi Bassi          |
| 5  | Laura Hamming       | S     | 18 dicembre 1996  | Paesi Bassi          |
| 6  | Lieze Braaksma      | C     | 22 giugno 1996    | Paesi Bassi          |
| 7  | Chanel Baas         | P     | 29 gennaio 1995   | Paesi Bassi          |
| 8  | Britt Schreurs      | O     | 2 maggio 1998     | Paesi Bassi          |
| 9  | Nienke Tromp        | P     | 3 ottobre 1996    | Paesi Bassi          |
| 10 | Sietske Osinga      | C     | 4 novembre 1993   | Paesi Bassi          |
| 11 | Roos van Wijnen     | S     | 30 marzo 1992     | Paesi Bassi          |
| 12 | Jasmijn Akse        | C     | 29 giugno 1999    | Paesi Bassi          |